# Gussstahl
Gussstahl war ab 1740 eine Bezeichnung für Stahl, der während des Herstellungsprozesses zu Halbzeugen gegossen wurde und später durch Umformen (insbesondere Schmieden) und Spanen seine endgültige Form erhielt. Damit wurde Gussstahl vor allem als Abgrenzung verstanden gegenüber:
- dem gießbaren, aber nicht umformbaren Gusseisen und
- dem im Puddelverfahren gewonnenen schmiedbaren, aber nicht gießbaren Schmiedeeisen, das im festen Zustand durch Frischen von Roheisen entstand.

Da das Schmiedeeisen durch den modernen Stahl verdrängt wurde und seit etwa 1950 alle Stähle gegossen werden, ist die Bezeichnung Gussstahl überflüssig geworden.
Der Begriff Stahlguss dagegen bezeichnete ursprünglich das Verfahren, flüssigen Stahl in Formen zu gießen, die schon die endgültige Form enthielten (allgemein Formgießen, bei Stahl auch als Stahlformguss bezeichnet). Heute versteht man unter Stahlguss spezielle Stahlsorten, die sich für dieses Verfahren besonders eignen.

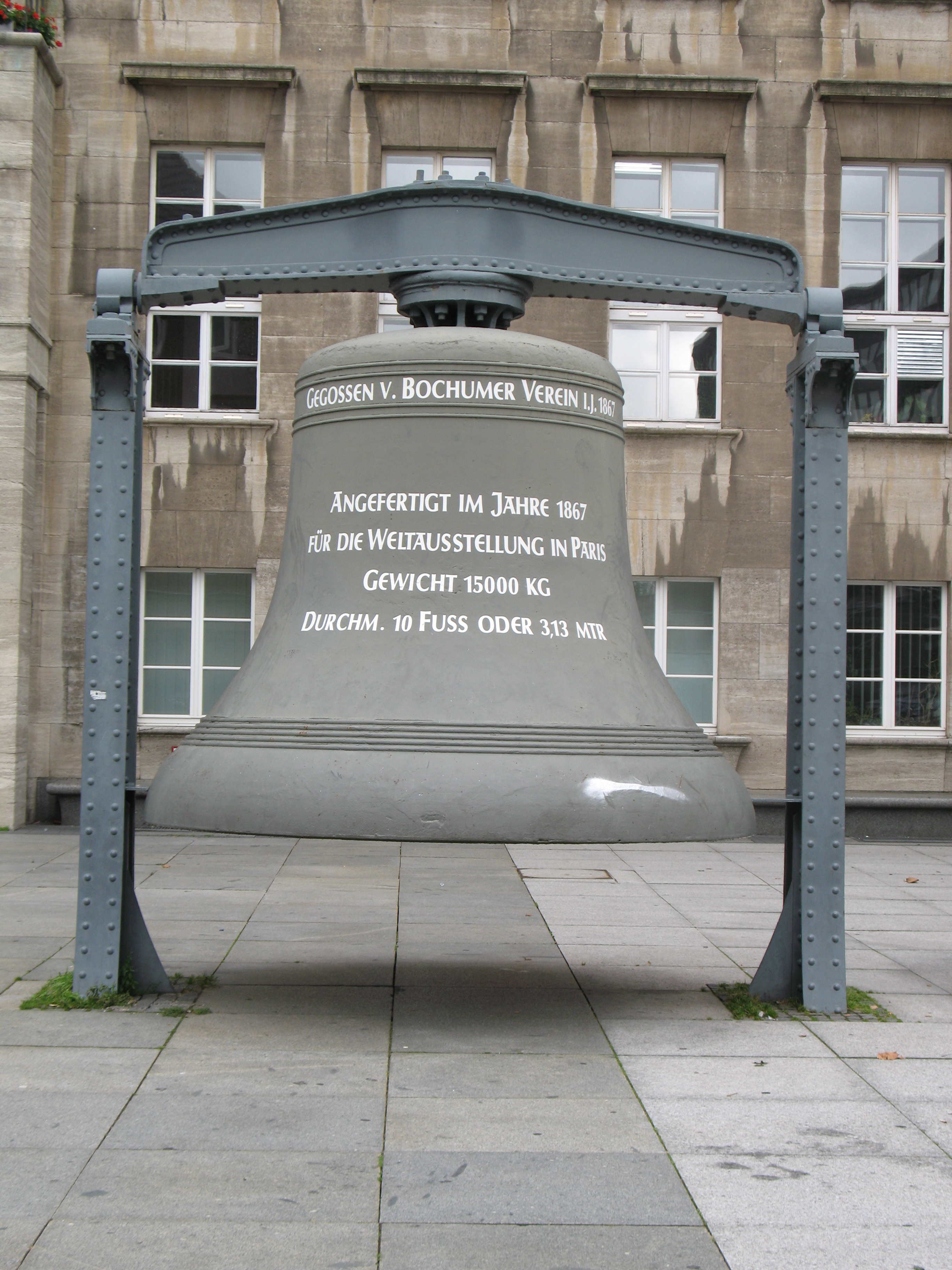
Gussstahlglocke vor dem Bochumer Rathaus (2011)

Benjamin Huntsman entwickelte 1740 in England ein Verfahren, den damaligen Zementstahl in einem Tiegelofen umzuschmelzen (Tiegelgussstahl) und ihn so von seinen Schlackeresten zu befreien. Das Produkt wurde cast steel (gegossener Stahl) genannt, woraus im deutschen Sprachraum das Wort Gussstahl wurde. Der Großteil seiner Produktion wurde nach Frankreich exportiert, wo es als acier fondu (geschmolzener Stahl) bezeichnet wurde und nicht als acier coulé (gegossener Stahl, die heutige Bezeichnung für Stahlguss).
In Deutschland war es Jacob Mayer, technischer Direktor des Bochumer Vereins, dem es 1841 zum ersten Mal gelang, komplizierte Werkstücke in einem Stück aus Stahl zu gießen. Seine so hergestellten Gussstahlglocken erhielten auf der Weltausstellung 1855 in Paris eine Goldmedaille. Das Verfahren wurde insbesondere auch bei der Herstellung von Eisenbahnrädern angewendet. 
Mit der Einführung des Bessemer-Verfahrens, dem darauf aufbauenden Thomas-Verfahren und dem Siemens-Martin-Verfahren zwischen 1860 und 1880, welche die kostengünstige Herstellung von Gussstahl ermöglichten und das Puddelverfahren verdrängten, kam der Begriff Gussstahl außer Gebrauch.